# Sierra's Creative Interpreter
Sierra's Creative Interpreter o SCI ("Intérprete Creativo de Sierra") es un motor de creación de videojuegos desarrollado por Jeff Stephenson para Sierra Online, y utilizado por la mayoría de las aventuras gráficas de Sierra desde 1988 hasta 1996. Sustituyó a Adventure Game Interpreter o AGI, el motor utilizado por Sierra hasta entonces. A diferencia de AGI, que utilizaba un lenguaje procedimental, SCI utilizaba un lenguaje orientado a objetos.

## Versiones
SCI tuvo un desarrollo continuo entre título y título. Sin embargo, pueden distinguirse cinco familias de versiones.

### SCI0
Fue la primera versión, estrenada con King's Quest IV: The Perils of Rosella. Permitía gráficos con una resolución de 320x200 a un máximo de 16 colores. Tenía soporte para tarjetas de sonido. Soportaba la introducción de órdenes por teclado, aunque los juegos que no eran de aventura gráfica no utilizaban necesariamente este medio. También tenía soporte para ratón. Las últimas versiones de SCI0 añadieron soporte para alfabetos internacionales, por lo que permitían una mayor facilidad de traducción a otros idiomas.
Los juegos que utilizaron SCI0 fueron:
- King's Quest IV: The Perils of Rosella
- Leisure Suit Larry Goes Looking for Love (in Several Wrong Places)
- Police Quest II: The Vengeance
- Space Quest III: The Pirates of Pestulon
- Hoyle's Official Book of Games: Volume 1
- Quest of Glory: So you want to be a hero
- Quest for Glory II: Trial by Fire
- Leisure Suit Larry III
- The Colonel's Bequest
- Codename: Iceman
- Conquests of Camelot: The Search for the Grail
- Hoyle's Official Book of Games: Volume 2
- Mixed-Up Mother Goose (versión 2)
- King's Quest I: Quest for the Crown (versión de 1990)
- Jones in the Fast Lane

El último título de la lista constituye un híbrido entre SCI0 y SCI1, al utilizar el parser de la versión 0 con el motor gráfico de la versión 1, por lo cual es el único título de SCI0 que tiene gráficos VGA en 256 colores.

### SCI1
La principal incorporación de SCI1 fue el soporte VGA, por lo que el número de colores se elevaba a un máximo de 256 colores, todavía a una resolución de 320x200. Además, conservaba soporte para EGA, por lo que aún permitía versiones a 16 colores. Depende del código del juego decidir si el control se realizará introduciendo órdenes por teclado o únicamente por el ratón. Sin embargo, la mayoría de los títulos SCI1 utilizaron este segundo método de control. El primer juego en SCI1 fue Quest for Glory II: Trial by Fire, y el primero que utilizó el control por ratón fue King's Quest V: Absence Makes the Heart Go Yonder!. A partir de Larry 5, se mejoró el soporte internacional de SCI1, al incorporar el código al efecto desarrollado para SCI0.
Los títulos en SCI1 fueron los siguientes:
- Hoyle's Official Book of Games: Volume 3
- King's Quest V: Absence Makes the Heart Go Yonder!
- Leisure Suit Larry I (versión de 1991)
- Space Quest IV: Roger Wilco and the Time Rippers
- Mixed-Up Mother Goose (versión 3)
- Leisure Suit Larry V
- EcoQuest: The Search for Cetus
- Mixed-Up Fairy Tales
- Police Quest III: The Kindred
- Space Quest I: The Sarien Encounter (versión de 1991)
- Conquests of the Longbow: The Legend of Robin Hood
- Castle of Dr. Brain

### SCI1.1
Además de otros cambios internos, las dos novedades de esta versión son el soporte para videos introductorios (estrenado por King's Quest VI) y la reescalabilidad de los personajes, a los que se veía cambiar de tamaño según se alejaban o acercaban, mejorando el efecto pseudo-tridimensional. Se retiraban las versiones EGA por separado, ofreciéndose a los usuarios de ese sistema una simulación de 256 colores por tramado (dithering).
Los títulos en SCI1.1 fueron los siguientes:
- EcoQuest: The Search for Cetus (versión disquetes 1.1 y CD-ROM)
- EcoQuest II: Lost Secret of the Rainforest
- Freddy Pharkas: Frontier Pharmacist
- The Island of Dr. Brain
- King's Quest VI: Heir Today, Gone Tomorrow
- The Dagger of Amon Ra
- Leisure Suit Larry 6: Shape Up or Slip Out!
- Mixed-up Mother Goose (versión 2.000)
- Pepper's Adventure in Time
- Police Quest: In Pursuit of the Death Angel (versión)
- Quest for Glory I: So You Want to Be a Hero (versión 256 colores)
- Quest for Glory III: Wages of War
- Space Quest IV: Roger Wilco and the Time Rippers (versión CD-ROM)
- Space Quest V: The Next Mutation

### SCI2
Tanto SCI2 como SCI3 son también conocidos genéricamente como SCI32, al funcionar en modo 32 bits utilizando DOS4/GW en DOS, o bien el modo protegido de Windows 3.1. La principal novedad es una resolución SVGA de 640x480, y un mejor soporte para videos.
Los títulos en SCI2 fueron los siguientes:
- Gabriel Knight: Sins of the Fathers
- The Beast Within: A Gabriel Knight Mystery
- King's Quest VII: The Princeless Bride
- Leisure Suit Larry 6: Shape Up or Slip Out! (versión en alta resolución en CD-ROM)
- Mixed-Up Mother Goose Deluxe
- Phantasmagoria
- Police Quest IV: Open Season
- Quest for Glory IV: Shadows of Darkness
- Shivers
- Space Quest 6: The Spinal Frontier
- Torin's Passage

### SCI3
La gran diferencia entre SCI2 y SCI3 es que, además de funcionar en DOS y Windows 3.1, SCI3 también funciona de forma nativa en Windows 95.
Los títulos en SCI3 fueron los siguientes:
- Leisure Suit Larry: Love for Sail!
- Lighthouse: The Dark Being
- Phantasmagoria II: A Puzzle of Flesh
- RAMA
- Shivers Two: Harvest of Souls

Para esta época, la popularidad de las aventuras gráficas, comenzó a caer en picado, y los últimos títulos del género de Sierra, como King's Quest VIII utilizaron nuevas interfaces que aprovechaban las capacidades 3D emergentes en el momento. Poco después, Sierra fue absorbida por Vivendi, y todos los proyectos de aventuras gráficas fueron cancelados, lo que supuso el fin del intérprete SCI.